# Hernán Romero Cordero
Hernán Romero Cordero (Santiago, 20 de abril de 1907 - Santiago, 16 de mayo de 1978) fue un médico cirujano y académico chileno. Fue impulsor y primer director de la Escuela de Salud Pública de la Universidad de Chile. También fue presidente del Colegio Médico de Chile (entre 1963 y 1965), y miembro de número de la Academia Chilena de Medicina, institución de la cual fue secretario entre 1970 y 1975.
Actualmente, un auditorio de la Facultad de Medicina de la Universidad de Chile lleva su nombre.[cita requerida]

## Biografía
Hernán Romero nació en Santiago, el 20 de abril de 1907, siendo miembro de una familia de intelectuales (entre los que se cuentan sus hermanos, Alberto y María Romero). Cursó sus estudios en la Universidad de Chile, titulándose como médico cirujano en esta casa de estudios en 1930, con su tesis "Ictericia en el recién nacido". Perfeccionó sus estudios en la Universidad de Columbia y en la Universidad de Harvard (en esta última becado por la Fundación Rockefeller).
Fue profesor y director del Departamento de Medicina Preventiva y Social de la Universidad de Chile, y se desempeñó como consultor y experto en instituciones internacionales como la ONU y la OIT. Fue impulsor de la Escuela de Salubridad, hoy Escuela de Salud Pública de la Universidad de Chile, que nació en 1943 tras un acuerdo entre la Universidad de Chile, la Fundación Rockefeller y el Instituto Bacteriológico de Chile, ejerciendo como su primer Director entre 1944 y 1950. Entre 1963 y 1965, fue Presidente del Colegio Médico.
Se hizo muy conocido en la prensa de la época debido a sus anunciadas o sorpresivas acciones públicas, en las que visitaba lugares de riesgo sanitario. En 1974 recibió el Premio "Dr. Enrique Laval" de parte de la Academia de Medicina y la Sociedad Chilena de la Historia de la Medicina, por la biografía que escribió sobre el Dr. Armando Larraguibel.

## Obras
- La Crisis del Seguro Social y la Reforma de la Salubridad. Santiago, Ed. Universidad de Chile, 1958.
- Japón, Hombres y Paisajes. Santiago, Ed. Zig-Zag, 1963.